# Poseidón (A-12)
Le Poseidón (A-12) est un navire ravitailleur de sous-marins, remorqueur, bâtiment base de plongeur de l'armada espagnole, retiré du service et remplacé par le Neptuno (A-20) de Classe Amatista en attendant un bâtiment plus moderne de classe Meteoro.

## Description
Il a commencé sa carrière navale comme remorqueur hauturier.